# Huang Yu-ting
Huang Yu-ting (29 maart 1988) is een schaatsster uit Taiwan.
Voordat Huang in 2015 met langebaanschaatsen begon, was ze al succesvol als inline-skater. In 2009 behaalde ze goud op de Kaohsiung World Games en op de Asian Games in 2010.
In 2018 nam Huang deel aan de Olympische Spelen in PyeongChang en vier jaar later ook in Peking.

## Persoonlijke records
| Afstand    | Tijd      | Datum            | Baan           |
| ---------- | --------- | ---------------- | -------------- |
| 500 meter  | 0 37,87   | 4 december 2021  | Salt Lake City |
| 1000 meter | 0 1.13,44 | 4 december 2021  | Salt Lake City |
| 1500 meter | 0 1.54,83 | 9 december 2017  | Salt Lake City |
| 3000 meter | 0 4.18,99 | 26 augustus 2017 | Salt Lake City |

## Resultaten
| Jaar | WK Sprint                | WK Afstanden | Olympische Spelen            |
| ---- | ------------------------ | ------------ | ---------------------------- |
| 2018 |                          |              | 22e 500m 20e 1000m 26e 1500m |
| 2019 | 21e (20e, 20e, 21e, 21e) | 21e 1000m    |                              |
| 2020 | 20e (22e, 20e, 22e, 20e) | 17e 1000m    |                              |
|      |                          |              |                              |
| 2022 |                          |              | 26e 500m 24e 1000m 26e 1500m |